# Културноисторически музей, Осло
Културноисторическият музей (на норвежки: Kulturhistorisk museum, KHM), или Музей на културната история, е музейна организация, която функционира към Университета на Осло, Норвегия.
Музеят е основан през 1999 г. като университетски музей на история на културата, в чиято структура влизат организацията Oldsaksamlingen, Монетарницата и Етнографският музей. Сменя името си на Културноисторическия музей през 2004 година.
Дейностите на музея понастоящем са обособени в 4 основни сгради в центъра на Осло: Историческия музей на улица „Фредерикс“ в близост до централния булевард „Карл Йохан“, лабораторни депа и Музея на викингските кораби на полуостров Бигдьо.
Културноисторическият музей е сред най-големите норвежки исторически музеи, отличава се с най-голямата колекция на праисторически археологически находки – оръдия на труда, оръжия, украшения, съдове, ритуални и религиозни артефакти, както и рунически архив. Експонатите датират от времето на ранната и късната каменна епоха, бронзовата епоха, желязната епоха и епохата на викингите в Норвегия. Колекцията средновековни религиозни образци съдържа църковни двери, молитвени пейки и столове от XII–XIII век, както и най-голямата сбирка църковно изобразително изкуство от периода 1100 – 1350 година и голям брой средновековни пръстени.
Музеят помещава изчерпателна етнографска сбирка, включваща облекло и ритуални маски не само от арктическа и субарктическа Европа, но и от Северна и Южна Америка и Африка. В него се съдържа и международно значима колекция от европейски и норвежки исторически и по-съвременни монети, банкноти, медали и отличия от цял свят.
Музеят на културната история не бива да се бърка с Норвежкия народен/фолклорен музей (на норвежки: Norsk Folkemuseum), превеждан също като Норвежки музей на културната история (на английски: Norwegian Museum of Cultural History), който се намира на полуостров Бигдьо и представлява музей под открито небе от над 150 постройки, преместени там от разни градове и села в Норвегия.